# Opera seria
Opera seria (thường được gọi là dramma per musica hay melodramma serio) là một thể loại opera Ý. Nguồn gốc của thể loại này là Neapolitan opera, một thể loại tiêu biểu của Trường phái Napoli. Thể loại này tồn tại ở châu Âu trong khoảng thời gian từ thập niên đến năm 1770. Thể loại này không chỉ được biết đến ở Ý mà còn ở Tây Ban Nha, Áo, Anh, Saxony và liên bang Đức thế kỷ XVIII. Còn tại Pháp, opera seria ít phổ biến hơn. Nói về các tên tuổi viết các tác phẩm thuộc thể loại này có thể kể đến Alessandro Scarlatti, Johann Adolf Hasse, George Frideric Handel, Leonardo Vinci, Nicola Porpora thuộc thời kỳ âm nhạc Baroque; Tommaso Traetta, Josef Mysliveček, Christoph Willibald Gluck, Wolfgang Amadeus Mozart thuộc thời kỳ âm nhạc Cổ điển.

## Tính chất
Opera seria có cốt truyện là các đề tài lịch sử hoặc thần thoại. Tuy nhiên, đến thời kỳ âm nhạc Cổ điển, thay vì chỉ có aria dễ gây nhàm chán, aria và recitativo xuất hiện luân phiên.

## Phát triển và tàn lụi
Opera seria phát triển cực thịnh ở thời kỳ Baroque. Tuy nhiên, đến thời kỳ âm nhạc Cổ điển, nó bắt đầu suu sụp. Nguyên nhân của sự suy sụp này là vì hai lý do:
- Một là, trong đầu thế kỷ XVIII, Metastasio đã viết đến tận 30 kịch bản, khiến mọi thứ đi vào ngõ cụt.
- Hai là, các ca sĩ đã khoe giọng quá nhiều, không hề quan tâm đến yêu cầu của nhà soạn nhạc.

Chính vì vậy, opera seria cứ dần lụi tàn trong hoàn cảnh opera buffa dần chiếm lấy thế thượng phong trong sân chơi của opera.